# WebERP
El webERP es un sistema de contabilidad y de gestión de empresas planeado para que requiera solo un navegador web y un lector de PDF para su uso. Es un Software Libre para pequeñas y medianas empresas (PyMEs) con características adecuadas para diferentes empresas, en particular para empresas de fabricación, y cadenas de distribución y venta al por mayor.

## Historia
webERP ha dado lugar a varias bifurcaciones:
- EdgeERP,[4] en 2007-06-20[5]
- OpenAccounting - ahora inactivo, se convirtió en FrontAccounting
- FrontAccounting
- KwaMoja

## Características
El webERP incluye las funcionalidades más importantes de un sistema de planificación de recursos empresariales (en inglés, ERP). Está basado en diferentes módulos más o menos independientes unos de otros.
- Ventas (cotizaciones, órdenes de venta, listas de empaque y de envío)
- Cobros (cuentas por cobrar, cobros, notas de crédito)
- Compras (licitaciones, órdenes de compras, recibo de embarques)
- Pagos (cuentas por pagar, pagos, notas de débito)
- Producción (órdenes de trabajo, control de calidad, planificación de los requerimientos de materiales)
- Inventario (recibo, traslado, ajustes)
- Contabilidad (ingresos y egresos bancarios, conciliaciones, registros, estados)
- Gestor de activos (ubicación, depreciación, mantenimiento)
- Caja chica (
- Configuración (empresa, sistema, usuarios, impuestos, divisas, etc.)
- Utilitarios (cambios, importación y exportación de datos, traducción de productos)

Es multilingüe, multimoneda y con soporte para sistemas complejos de impuestos. Maneja múltiples ubicaciones de inventario con el seguimiento por lote y por número de serie. Contabilidad por partida doble. Flexible pricing on inventory items. Matriz de Descuentos, Shipment costing. Informes en PDF enviables por correo-e. HTML rápido creado por PHP para cualquier navegador.  Multi-level Bills of Material. Sales orders support assemblies and kit-sets.
Otras funcionalidades son realizadas por complementos directos, por complementos de otro software, o mediante software independiente usando sincronización.
La aplicación y los fuentes son suministrados con base en la Licencia Pública General de GNU.

## Arquitectura
El webERP está escrito en PHP, usa una base de datos MySQL y es completamente basado en Web.  Funciona con una amplia variedad de servicios de alojamiento o servidores, pero se recomienda usar un servidor LAMP.
Ha sido diseñado y desarrollado con objetivos muy específicos en mente. Estos principios rectores han hecho un desarrollo consistente desde su creación:
- Software de gestión de negocios rápido, totalmente basado en Web, que integra las "mejores prácticas";
- "Huella baja" mediante un tráfico de la red mínimo, eficiente y rápido;
- Multiplataforma, sin ninguna dependencia de tecnologías propietarias; y
- Scripts de comprensión y de modificación fáciles por una empresa.

Cuenta con una interfaz HTTP/S leve propia para conexiones de Internet rápidas y lentas, un pequeño o ningún uso de Java o JavaScript, y una fuerte seguridad e integridad de datos por base de datos tipo innodb, con histórico completo de todas las transacciones.

## Idiomas
El webERP fue traducido del inglés británico (en-GB) a los siguientes idiomas:
| - Albanés - Alemán - Árabe - Checo - Chino simplificado (cn-CN) - Chino tradicional (cn-HK) - Chino tradicional (cn-TW) - Coreano - Croata - Español - Estonio - Francés | - Francés canadiense (fr-CA) - Griego - Hebreo - Hindi - Holandés - Húngaro - Indonesio - Inglés hindú (en-IN) - Inglés estadounidense (en-US) - Italiano - Japonés | - Letón - Marati - Persa - Polaco - Portugués - Portugués brasileño (pt-BR) - Rumano - Ruso - Suajili - Turco - Vietnamita |

## Soporte a Base de datos
El webERP solo funciona con servidores de bases de datos MySQL o MariaDB. El soporte para postgreSQL fue descontinuado para versiones futuras en julio de 2007.

## Estatus
Según indica la comunidad desarrolladora, la última versión es la 4.15.1 que fue lanzada el 16 de junio de 2019.
Esta versión adiciona un nuevo sistema de plantillas para el diario contable, mostrar un conjunto de estados financieros, otro nuevo reporte de ventas, hojas de tiempo (junto con el manejo de empleados para esta función), transportista predeterminado para proveedores, cuenta contable predeterminada para proveedores, columna de unidades para la orden de trabajo a imprimir, y una nueva opción de configuración para permitir que se deshabiliten los menús contextuales (ya que pueden confundir a algunas personas). Las traducciones a los diferentes idiomas fueron actualizadas. Y como es habitual, las mejoras en la documentación y algunas correcciones de errores.
Versiones CVS están aún en desarrollo activo. Los desarrolladores dan consultoría mediante listas de correo-e de desarrolladores del webERP.